# Amnesiac
Amnesiac er Radioheads femte studiealbum i rækken, og er udgivet i 2001. Lyden kan minde om Kid A, som dog var mere elektronisk inspireret. Amnesiac rummer mere guitar, men bærer tydeligt præg af stadig at være et eksperimenterende album,[kilde mangler] som tydeligt viser sig i blandt andet de stilmæssige referencer til Kid A.

## Indhold
1. "Packt Like Sardines in a Crushed Tin Box" – 4:00
2. "Pyramid Song" – 4:49
3. "Pulk/Pull Revolving Doors" – 4:07
4. "You and Whose Army?" – 3:11
5. "I Might Be Wrong" – 4:54
6. "Knives Out" – 4:15
7. "Morning Bell/Amnesiac" – 3:14
8. "Dollars and Cents" – 4:52
9. "Hunting Bears" – 2:01
10. "Like Spinning Plates" – 3:57
11. "Life in a Glasshouse" – 4:34

- "Pyramid Song" og "Knives Out" er begge udgivet som singler.